# 이현종
이현종(李賢鍾, 1949년 9월 19일~)은 대한민국의 정치인이다. 제37·38·39대 강원도 철원군수(2014~, 민선 6·7·8기)이다.

## 학력
- 청양국민학교(졸업)
- 김화중학교(졸업)
- 신철원고등학교(졸업)
- 한국방송통신대학교(학사)
- 서울시립대학교 도시과학대학원(도시행정학 석사)

## 경력
- 강원도청 민방위과 과장
- 행정자치부 노근리사건처리지원단 지원과장
- 철원군사회복지협의회 회장
- ~2008: 강원도 철원군 부군수
- 2014. 7.~ 제37·38·39대(민선 6·7·8기) 강원도 철원군수(3선)
- 2023. 9.~ 인구감소지역 시장‧군수‧구청장 협의회 부회장
- 2024. 7.~ 강원특별자치도시장·군수협의회 회장
- 2024. 11.~: 대한민국시장·군수·구청장협의회 공동회장

## 역대 선거 결과
|  | 49.43% |

|  | 45.24% |

|  | 36.74% |

| 전임 정호조 | 제37·38·39대 강원도 철원군수(민선) 2014년 7월 1일~2023년 6월 10일 | 후임 (강원특별자치도 철원군의 승격) |

| 전임 (강원도 철원군의 승격) | 제39대 강원특별자치도 철원군수(민선) 2023년 6월 11일~ |  |